# Variations sur un thème de Chopin de Rachmaninov
Pour les articles homonymes, voir Federico Mompou#Variations sur un thème de Chopin et Ferruccio Busoni.
Les Variations sur un thème de Chopin (russe : Вариации на тему Ф. Шопена, Variatsii na temu F. Shopena), Op. 22, du russe Sergueï Rachmaninov forment un recueil de 22 variations pour piano composées entre 1902 et 1903 d'après le Prélude en do mineur, Op. 28 n° 20, de Frédéric Chopin. Elles sont dédicacées à Teodor Leszetycki. Rachmaninov joua les Variations sur un thème de Chopin en première à son récital de Moscou du 10 février 1903.

## Liste des variations
- Thème : Largo, 9 mesures
- I : Moderato (66 bpm), 8 mesures
- II :  Allegro (122 bpm), 8 mesures
- III : (132 bpm), 8 mesures

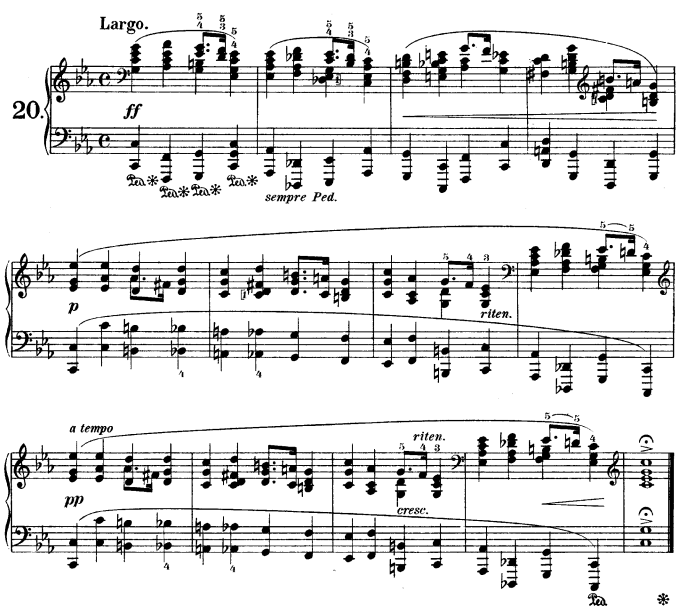
Le thème tiré du de Chopin dont se sert Rachmaninov.

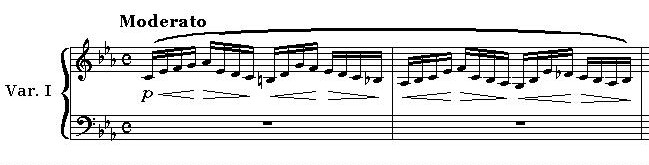
Le début de la première variation, qui ressemble au prélude en do mineur du même compositeur.

- IV : 132 bpm, 24 mesures de
- V : Meno mosso (92 bpm), 8 mesures
- VI : Meno mosso (64 bpm), 12 mesures de
- VII : Allegro (120 bpm), 8 mesures
- VIII : 120 bpm, 8 mesures
- IX : 120 bpm, 8 mesures
- X : Più vivo (144 bpm), 14 mesures
- XI : Lento (44 bpm), 14 mesures de
- XII : Moderato (60 bpm), 32 mesures
- XIII : Largo (52 bpm), 16 mesures
- XIV : Moderato (72 bpm), 24 mesures de 
 puis une mesure de
- XV : Allegro scherzando (132 bpm), 45 mesures de 
 en Fa mineur
- XVI : Lento (54 bpm), 14 mesures en Fa mineur
- XVII : Grave (46 bpm), 18 mesures de 
 en Si bémol mineur
- XVIII : Più mosso, 12 mesures en Si bémol mineur
- XIX : Allegro vivace, 35 mesures en La majeur
- XX : Presto (92 blanches pointées par minute), 108 mesures de 
 en La majeur
- XXI : Andante (60 à la croche pointée), 24 mesures en Ré bémol majeur suivies de 29 mesures de 
 en Do majeur marquée Più vivo (100 bpm)
- XXII : Maestoso (100 bpm) 82 mesures de 
 en Do majeur, puis 9 mesures indiquées Meno mosso et pour finir, 19 mesures indiquées Presto

## Autres variations de Rachmaninov
- Rhapsodie sur un thème de Paganini (pour piano et orchestre)
- Variations sur un thème de Corelli (pour piano)